# USS Hornet (sloep, 1805)
USS Hornet was een oorlogsschip van de United States Navy met tien kanonnen, die deelnam aan de strijd tegen Tripoli in de Eerste Barbarijse Oorlog. Het schip was als koopvaardijschip Traveller of Massachusetts aangekocht op Malta. Het deed vervolgens mee aan de blokkade van Tripoli in april 1805. Luitenant Samuel Evans was de toenmalige gezagvoerder.

## Geschiedenis
Samen met twee andere Amerikaanse zeilschepen, de USS Argus en USS Nautilus, viel USS Hornet op 27 april 1805 de haven van Derna aan en schakelde in minder dan een uur tijd de kustbatterijen uit. Door deze actie konden vervolgens ongeveer 400 Amerikaanse mariniers en Arabische, Griekse en Berber huurlingen aan land worden gebracht. Na een veldtocht van 400 mijl over land konden de soldaten oprukken en de stad innemen - een gebeurtenis die een marinehymne werd: To the shores of Tripoli.
Na het helpen met de evacuatie van de expeditie van Derne, nam de USS Hornet deel aan de vlootslagen tegen Tunis en ander Barbarijse havens. Ook dit waren doelmatige acties tegen de piratenondernemingen die de handelsschepen bedreigden in de Middellandse Zee. De Hornet patrouilleerde nog tot 3 juni 1806 voortdurend in de Middellandse Zee om de Amerikaanse handelsbelangen te beveiligen.
9 augustus kwam de Hornet aan in Philadelphia. De Hornet werd uit dienst genomen en verkocht op 3 september 1806.

## Specificaties
- Type: zeilsloep - United States Navy
- Waterverplaatsing: 71 ton
- Bemanning: 34 man
- Voortstuwing: gezeild (twee masten en boegspriet)
- Bewapening: 10 kanonnen (telkens 5 aan bakboord en stuurboord)